# Theodor Ziegler (Politiker)

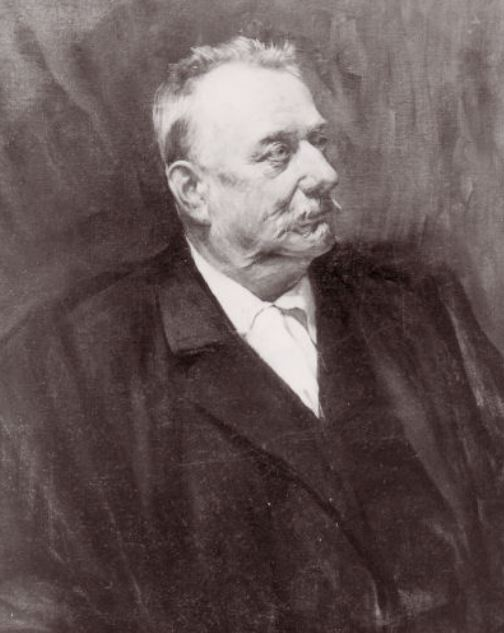
Theodor Ziegler, Gemälde von Caspar Ritter

Theodor Ziegler (* 3. September 1832 in Winterthur; † 9. Dezember 1917 ebenda; heimatberechtigt ebenda) war ein Schweizer Politiker und Anwalt.

## Biografie
Ziegler besuchte die Schulen in Winterthur, 1849 das Gymnasium in Zürich und studierte anschliessend von 1851 bis 1853 Recht an der Universität Zürich und der Universität Heidelberg. Nach einem Praktikum in Lausanne arbeitete er von 1855 bis 1866 als Anwalt. Anschliessend war er von 1866 bis 1873 Stadtschreiber und in den Jahren 1868/1869 als demokratischer Verfassungsrat Mitglied der 35er-Kommission für die Kantonsverfassung von 1869. Von 1869 bis 1877 sass er im Zürcher Kantonsrat und 1869 für fünf Monate im Ständerat. Von 1873 bis 1875 war er Stadtpräsident von Winterthur.
Als rechte Hand von Johann Jakob Sulzer war Ziegler einer der Hauptinitianten der Winterthurer Eisenbahnpolitik. Am 12. Juli 1872 konstituierte sich die «Eisenbahngesellschaft Winterthur–Singen–Kreuzlingen» (WSK), mit Sulzer als Präsident des Verwaltungsrates und Ziegler als Direktionspräsident. Anschliessend war er Direktor der Schweizerischen Nationalbahn, beschränkte sich jedoch nach dem Nationalbahnkrach 1878 wieder auf die Lokalpolitik. So sass er, neben der Tätigkeit als Anwalt, von 1879 bis 1910 im Grossen Stadtrat von Winterthur und zudem von 1871 bis 1917 im Verwaltungsrat der mechanischen Seidenstoffwebereien Winterthur.